# Benedicte Mundele
Benedicte Mundele, née en 1992, également appelée Benedicte Mundele Kuvuna, est une entrepreneure de produits frais de la république démocratique du Congo.

## Biographie
Mundele fréquente l'Institut Elynd à Kinshasa et le Lycée technique et professionnel Kimbondo de cette ville, rejoignant la Fondation Kuvuna à 16 ans (la Fondation Kuvuna a été fondée en 1998, et a pour objectif d'encadrer, d'aider et de former des jeunes à devenir des entrepreneurs et des leaders).
Elle est fondatrice et directrice de Surprise tropicale, créée en 2012, une cantine servant des plats sains à emporter dans la banlieue de Kinshasa,.
En 2014, elle est finaliste du prix Anzisha. En 2019, elle figure parmi les 100 femmes de la BBC.